# Phạm Văn Quyến
Phạm Văn Quyến (sinh ngày 29 tháng 4 năm 1984) là một huấn luyện viên và cựu cầu thủ bóng đá người Việt Nam, hiện đang làm trợ lý huấn luyện viên của câu lạc bộ Sông Lam Nghệ An. Thời còn thi đấu, anh chơi ở vị trí tiền đạo cho các câu lạc bộ Sông Lam Nghệ An, Xi măng The Vissai Ninh Bình, Xuân Thành Sài Gòn và đội tuyển quốc gia Việt Nam.
Xuất thân từ lò đào tạo trẻ nổi tiếng của Sông Lam Nghệ An, Văn Quyến được coi là một trong những cầu thủ trẻ triển vọng nhất của bóng đá Việt Nam và là người kế vị xứng đáng cho huyền thoại Lê Huỳnh Đức. Anh được biết đến với tốc độ, khả năng rê dắt, sút bóng chính xác và cũng là một tay đá phạt chất lượng.
Về mặt chuyên môn, anh từng được coi là một trong những tài năng trẻ xuất sắc nhất lịch sử bóng đá Việt Nam; anh đã cùng đội tuyển U-23 Việt Nam vào đến chung kết môn bóng đá nam của hai kỳ SEA Games liên tiếp (2003 và 2005), từng ghi bàn thắng duy nhất vào lưới Hàn Quốc tại vòng loại Asian Cup 2004 để giúp cho đội tuyển quốc gia Việt Nam đánh bại đội hạng tư World Cup 2002 và tạo nên cơn địa chấn trên khắp châu Á thời điểm đó. Anh là chủ nhân của giải thưởng Quả bóng vàng Việt Nam năm 2003.
Văn Quyến cũng được biết đến vì đã tham gia dàn xếp tỷ số tại trận đấu với Myanmar ở vòng bảng SEA Games 23, bị kết án 2 năm tù năm 2007 nhưng được hưởng án treo và nhận án treo giò 4 năm.
Tháng 6 năm 2021, Phạm Văn Quyến được bổ nhiệm làm trợ lý huấn luyện viên của Sông Lam Nghệ An.

## Đầu đời
Phạm Văn Quyến sinh ra tại xã Hưng Nghĩa, huyện Hưng Nguyên, tỉnh Nghệ An. Anh là con trai của bà Hồ Thị Niềm, một công nhân xây dựng thủy lợi và ông Phạm Văn Thập, một người lái thuyền ở huyện Diễn Châu. Từ khi mới lọt lòng, Quyến phải sống cùng mẹ và ông bà ngoại bởi cha anh đã bỏ đi lấy người vợ khác khi mẹ Quyến còn đang mang thai. Cuộc sống gia đình cơ cực khiến Quyến sớm phải phụ mẹ đi chăn trâu, cắt cỏ.
Văn Quyến được tiếp xúc với bóng đá từ những trái bóng nhựa mà mẹ dành cho anh sau những chuyến đi làm xa. Khi cùng những đứa trẻ trong làng chơi đá bóng, có lúc anh đã lấy cả vỏ bưởi để làm quả bóng. Từ những trái bóng ấy, Quyến đã bộc lộ niềm đam mê và tài năng bóng đá của bản thân sau này.

## Sự nghiệp cầu thủ

### Câu lạc bộ

#### 1996–2000: Khởi đầu và thành công cùng Sông Lam Nghệ An
Năm 1996, đoàn bóng đá Sông Lam Nghệ An tuyển lớp bóng đá nghiệp dư. Bằng năng khiếu bẩm sinh, Văn Quyến được nhận vào tập luyện, ban đầu chơi với vai trò hậu vệ cánh. Tuy nhiên, huấn luyện viên Đinh Văn Dũng lại thấy rằng Quyến là mẫu cầu thủ lười chạy nhưng có kỹ thuật tốt, không đá hậu vệ cánh được nên quyết định đẩy anh lên vị trí tiền đạo.
Năm 1997, Văn Quyến vô địch Giải bóng đá thiếu niên toàn quốc sau khi Sông Lam Nghệ An thắng đối thủ Khánh Hòa với tỉ số 1-0. Cũng tại giải đấu này một năm sau đó, Sông Lam Nghệ An tiếp tục giành chức vô địch sau khi Quyến ghi 2 bàn góp phần vào chiến thắng giòn giã 4-0 trước đội bóng đến từ Thái Nguyên (năm đó Phan Như Thuật giành danh hiệu đồng vua phá lưới với 8 bàn, Phạm Văn Quyến ghi được 7 bàn).
Năm 1999, khi đội Sông Lam Nghệ An tham dự giải bóng đá U-16 toàn quốc và giành huy chương bạc, Phạm Văn Quyến trở thành cầu thủ xuất sắc nhất giải. Cùng năm đó, Quyến góp mặt trong đội hình U-18 Nghệ An tham dự giải đấu tại Hà Tĩnh và giành chiến thắng trong trận chung kết, nơi Quyến ghi cả 2 bàn thắng quyết định.

#### 2000–2004: Tỏa sáng và vươn tới đỉnh cao sự nghiệp
Nhận thấy tài năng đặc biệt của Quyến, huấn luyện viên Nguyễn Thành Vinh đã quyết định đưa cầu thủ trẻ này lên đội một Sông Lam Nghệ An vào năm 2001 và trả cho mức lương ngang với các cầu thủ đàn anh tại đội bóng, khi đó anh mới chỉ 17 tuổi. Tháng 11 năm 2002, anh có lần đầu ra mắt người hâm mộ trong màu áo của đội một Sông Lam Nghệ An khi được thi đấu trong hiệp 2 trận tranh Siêu cúp Quốc gia gặp Cảng Sài Gòn. Văn Quyến đoạt danh hiệu Cầu thủ trẻ xuất sắc nhất lần thứ hai trong đêm trao giải Quả bóng vàng Việt Nam năm 2002.
2003 là năm chứng kiến sự nghiệp thăng hoa của cầu thủ người Nghệ An. Sau hai trận giao hữu của anh trong màu áo U-23 Việt Nam trước câu lạc bộ Yokohama FC của Nhật Bản, anh nhận được lời đề nghị đến thi đấu cho đội hai của đội bóng này ngay trong mùa giải năm đó với mức lương 1.800 USD/tháng, cùng với lời hứa hẹn được thi đấu ở đội một thi đấu mùa bóng năm sau. Tuy nhiên, phía Sông Lam Nghệ An chỉ có thể cho Quyến ra đi trong khoảng thời gian không có V-League bởi đội bóng này vào thời điểm đó đang thiếu hụt lực lượng. Vì vậy mà thương vụ không thành công, và Văn Quyến tiếp tục ở lại với Sông Lam Nghệ An. Tại mùa giải chuyên nghiệp đầu tiên của mình, anh ghi được 9 bàn cho đội bóng quê hương và có ba tháng liên tục được bình chọn là cầu thủ xuất sắc nhất trong tháng.

#### 2004–2005: Sa sút phong độ và vướng vào bê bối dàn xếp tỷ số
Sau thành công tại SEA Games 22, bước sang mùa giải 2004, phong độ và tinh thần thi đấu của Văn Quyến đã có những dấu hiệu sa sút rõ rệt. Việc phải liên tục bận rộn với những hợp đồng quảng cáo và các cổ động viên khiến cho cầu thủ này không tìm được sự tập trung để đạt phong độ cần thiết khi trở lại khoác áo câu lạc bộ. Chỉ tính riêng tại V-League 2004, suốt 18 vòng đấu đầu tiên anh mới có 7 lần làm tung lưới đối phương, bằng một nửa so với Amaobi (Nam Định) - người sau đó trở thành vua phá lưới của giải đấu. Cùng với việc Sông Lam Nghệ An tiến hành các biện pháp nhằm làm trong sạch đội sau những nghi ngờ về phong độ đi xuống và biểu hiện tiêu cực ở một số trận đấu V-League và nhất là trận thua ngược Thể Công 1−2 tại bán kết Cúp Quốc gia, Văn Quyến bị đề nghị cấm thi đấu ở mức 6 tháng - nhẹ nhất trong số sáu cầu thủ bị kỷ luật (Liên đoàn bóng đá Việt Nam (VFF) sau đó tăng mức án phạt lên cảnh cáo đối với cầu thủ này). Nhưng trong một mùa giải thi đấu dưới sức, Văn Quyến vẫn tạo nên những điểm sáng hiếm hoi, như pha bóng vượt qua 3 cầu thủ Hoàng Anh Gia Lai và làm tung lưới người đồng đội cũ Võ Văn Hạnh ở vòng 9 V-League và mang về chiến thắng cho đội chủ sân Vinh.
Mùa giải 2005, Văn Quyến tiếp tục thể hiện phong độ không tốt trong màu áo của đội bóng xứ Nghệ khi không ghi được một bàn thắng nào sau 10 vòng đấu đầu tiên tại V-League, thậm chí còn đối diện với nguy cơ bị cắt lương thưởng và phải xuống tập cùng đội trẻ. Chuỗi trận "tịt ngòi" của Văn Quyến chỉ kết thúc khi đối đầu với Thép Miền Nam Cảng Sài Gòn tại vòng 19 V-League 2005, nơi anh góp công bằng 1 bàn thắng từ chấm phạt đền trong chiến thắng 2−0 của đội nhà. Đến cuối mùa, anh ghi được 4 bàn nữa, trong đó có 2 bàn thắng trước đội mới lên ngôi vô địch Gạch Đồng Tâm Long An, giúp Sông Lam Nghệ An trụ hạng thành công. Tháng 12 năm 2005, với những bê bối liên quan đến việc nhận tiền để làm thay đổi kết quả trận đấu gặp Myanmar của U-23 Việt Nam tại vòng bảng SEA Games, Phạm Văn Quyến bị bắt và bị khởi tố. Ngày 26 tháng 1 năm 2007, Tòa án nhân dân Thành phố Hồ Chí Minh tuyên phạt Văn Quyến hai năm tù, nhưng cho hưởng án treo. VFF đã ra quyết định treo giò cầu thủ này trong tất cả các giải đấu do liên đoàn tổ chức trong 4 năm (tính từ ngày 20 tháng 3 năm 2007). 

#### 2009–2014: Trở lại sân cỏ và nỗ lực tìm lại đỉnh cao
Sau khi quyết định tiếp tục thi đấu trong màu áo Sông Lam Nghệ An với bản hợp đồng hai năm và được câu lạc bộ này đề nghị giảm án, ngày 23 tháng 1 năm 2009, VFF đã ra quyết định cho phép Văn Quyến thi đấu tại các giải đấu do liên đoàn tổ chức (trừ các giải quốc tế) và chịu một khoảng thời gian thử thách cho đến hết năm 2009. Ở mùa giải đầu tiên được thi đấu trở lại, Văn Quyến ghi được 8 bàn thắng tại V-League, trở thành cầu thủ ghi nhiều bàn nhất cho Sông Lam Nghệ An và một lần nhận giải cầu thủ xuất sắc nhất tháng của V-League. Anh nhận được sự quan tâm của The Vissai Ninh Bình lẫn câu lạc bộ hạng Nhất Cần Thơ, nhưng đều từ chối sau khi được câu lạc bộ chủ quản kịp đáp ứng khoản lót tay.
Sang mùa giải 2010, Văn Quyến không để lại nhiều ấn tượng vì vấn đề thể lực và chấn thương hồi đầu mùa. Hầu như cả mùa giải, anh chỉ được tung vào sân từ băng ghế dự bị (ngoại trừ một vài trận đá chính tại V-League và Cúp Quốc gia) và không ghi được bàn nào, mặc dù đã cùng đồng đội lên ngôi vô địch Cúp Quốc gia. Tháng 11 năm 2010, Quyến tiếp tục ký với Sông Lam Nghệ An hợp đồng có thời hạn 3 năm kèm theo rất nhiều điều khoản phụ, trong đó có việc anh sẽ gắn bó lâu dài với câu lạc bộ sau khi hợp đồng này kết thúc và có thể trở thành huấn luyện viên của đội.
Năm 2011, Văn Quyến gần như chỉ ngồi ngoài trên ghế dự bị của đội bóng trong suốt mùa giải nhưng vẫn có được chức vô địch V-League và Siêu cúp cùng Sông Lam Nghệ An.
Tháng 5 năm 2012, Văn Quyến đến thi đấu cho Xuân Thành Sài Gòn dưới dạng cho mượn và lại tiếp tục dự bị cả mùa. Dù vậy anh vẫn giành được Cúp Quốc gia sau khi Xuân Thành Sài Gòn chiến thắng ở trận chung kết. Cuối mùa, Quyến bị Sông Lam Nghệ An sa thải dù hợp đồng của anh với đội bóng còn 1 năm nữa mới kết thúc.
Mùa giải 2013, Văn Quyến đầu quân cho đội bóng đá Ninh Bình bằng bản hợp đồng có thời hạn 1 năm. Anh thi đấu nhạt nhòa ở V.League 1 trong nhiều trận đấu được tung vào sân với chỉ vài pha kiến tạo thành bàn, trở thành một trong những cái tên gây thất vọng nhất lượt đi V.League 2013. Tuy nhiên, đến Cúp Quốc gia, Văn Quyến lại thi đấu thăng hoa và góp công lớn trên hành trình vô địch của đội bóng cố đô. Ngày 10 tháng 7 năm 2013 chứng kiến sự trở lại của Văn Quyến với hai bàn thắng vào lưới Hoàng Anh Gia Lai giúp Ninh Bình vào bán kết Cúp Quốc gia. Anh tiếp tục ghi thêm một bàn thắng trong trận hòa 3−3 trước Đồng Tâm Long An, đưa Ninh Bình vào chung kết nhờ loạt đá luân lưu và giành chức vô địch sau đó. Ghi nhận những đóng góp của cầu thủ người Nghệ An cho đội bóng trong suốt mùa giải, câu lạc bộ đã quyết định gia hạn hợp đồng thêm 1 năm đối với Quyến.
Văn Quyến khởi đầu mùa giải 2014 bằng trận tranh Siêu cúp Quốc gia với Hà Nội T&T, nơi anh chỉ được đưa vào sân ở những phút bù giờ cuối cùng của hiệp 2. Anh đã sút hỏng quả phạt đền đầu tiên của đội trong loạt đá luân lưu, nhưng vẫn kịp giành danh hiệu siêu cúp đầu tiên cùng với câu lạc bộ. Quyến không được ra sân một phút nào tại V.League 2014 nhưng lại được huấn luyện viên Nguyễn Văn Sỹ sử dụng tại đấu trường AFC Cup. Anh được vào sân ở hiệp 2 trận gặp Kelantan (Malaysia) trên sân Ninh Bình và có một pha kiến tạo cho Văn Thắng ghi bàn nâng tỷ số lên 3−0 (trận này Ninh Bình thắng 4−0). Ngày 16 tháng 4 năm 2014, Phạm Văn Quyến bị triệu tập lên cơ quan điều tra để làm rõ một số vấn đề liên quan đến nghi án bán độ của các cầu thủ Xi măng The Vissai Ninh Bình ở AFC Cup 2014 và V.League 2014. Ba ngày sau đó, Văn Quyến tuyên bố giải nghệ và chuyển sang làm kinh doanh, nhưng rồi rút lại quyết định để tiếp tục thi đấu cho Ninh Bình tại AFC Cup. Trong trận đấu giữa Vissai Ninh Bình và Churchill Brothers (Ấn Độ), Văn Quyến đã lập cú đúp giúp đội nhà thắng 4−2 để tiến vào tứ kết. Trận đấu cuối cùng anh chơi cho Ninh Bình là trận gặp Kitchee của Hồng Kông ở tứ kết lượt về AFC Cup 2014. Tuy nhiên, đội bóng của anh không thể đi tiếp tại giải đấu dù đã giành chiến thắng 1−0 (Ninh Bình thua 2−4 ở lượt đi), và sau đó không lâu cũng quyết định giải thể.
Cuối năm 2014, Văn Quyến được ghi tên vào danh sách thi đấu V.League 2015 cho Câu lạc bộ Cần Thơ, nhưng đến phút chót Quyến từ chối gia nhập câu lạc bộ và chính thức giải nghệ.

### Sự nghiệp quốc tế
Năm 2000, Phạm Văn Quyến được gọi vào đội tuyển U-16 quốc gia. Ở vòng chung kết U-16 châu Á được tổ chức tại Đà Nẵng, đội tuyển U-16 Việt Nam và cá nhân Văn Quyến đã thi đấu ấn tượng và chinh phục được người hâm mộ, trong đó có pha làm bàn của anh từ cú đá phạt hàng rào vào lưới U-16 Trung Quốc, giúp đội bóng từ thế bị dẫn 0−2 vươn lên lội ngược dòng 3−2 và lọt vào vòng bán kết. Kết thúc giải đấu, Văn Quyến ghi được ba bàn thắng - ít hơn nhiều so với các cầu thủ khác - nhưng vẫn được bình chọn là cầu thủ xuất sắc nhất giải; anh là cầu thủ duy nhất của Việt Nam cho đến nay giành danh hiệu "cầu thủ xuất sắc nhất" ở một giải đấu cấp châu lục. Nhờ màn trình diễn xuất sắc tại giải đấu năm đó, Phạm Văn Quyến đã giành danh hiệu “Cầu thủ trẻ xuất sắc nhất” của giải thưởng Quả bóng vàng Việt Nam. Tên tuổi của Văn Quyến từ giải đấu này cũng được giới chuyên môn và người hâm mộ biết đến rộng rãi.
Một năm sau, anh trở thành cầu thủ trẻ nhất được huấn luyện viên người Brazil Dido điền tên vào danh sách đội tuyển U-23 để chuẩn bị cho SEA Games, nhưng sau đó không lâu đã bị loại vì vấn đề kỷ luật.
Đầu năm 2002, Văn Quyến cùng U-20 Việt Nam tham dự giải vô địch U-20 Đông Nam Á diễn ra tại Thái Lan và Campuchia. Anh ghi được tổng cộng 6 bàn thắng cho U-20 Việt Nam (2 bàn trận gặp Philippines, 3 bàn trận gặp Brunei, 1 bàn trận gặp Thái Lan) nhưng đây không phải là giải đấu thành công của toàn đội khi hai lần để thua U-20 Lào trong vòng bảng và trận tranh hạng ba. Sau đó, Văn Quyến được gọi vào đội tuyển U-20 quốc gia dự vòng loại U-20 châu Á và giành vé vào vòng chung kết tại Qatar. Tuy nhiên, các bàn thắng Quyến ghi được trước Trung Quốc (2) và Syria (1) không đủ để giúp Việt Nam vào vòng tứ kết. Cùng năm, anh có tên trong đội tuyển Olympic Việt Nam tham dự Á vận hội tại Busan, Hàn Quốc, giải đấu mà đội đã bị loại sớm khi thua cả 3 trận vòng bảng và không ghi được bàn nào. Sau vòng chung kết giải U-21 quốc gia cúp báo Thanh Niên năm 2002 tại Đà Nẵng, anh được huấn luyện viên Henrique Calisto triệu tập cho Tiger Cup, trở thành cầu thủ trẻ nhất khoác áo đội tuyển Việt Nam thời điểm đó khi được 18 tuổi 213 ngày (trước khi kỷ lục này bị phá vỡ bởi Phan Thanh Bình lúc 16 tuổi 331 ngày). Anh ra sân trong trận đấu chính thức đầu tiên của mình cho đội tuyển Việt Nam gặp Campuchia, nơi anh đã góp một bàn thắng vào trận thắng rất đậm 9−2 trước đối thủ láng giếng, góp phần giúp đội tuyển Việt Nam đoạt huy chương đồng sau đó.
Năm 2003, Văn Quyến ra sân tại vòng loại Thế vận hội Mùa hè 2004 và ghi bàn thắng duy nhất cho đội tuyển Olympic Việt Nam trong trận thua Olympic Iraq 1-3 ở lượt đi, trước khi cầm hòa 1-1 ở lượt về. Vòng loại Cúp bóng đá châu Á 2004, Liên đoàn bóng đá Việt Nam cử đội tuyển U-23 thi đấu với tư cách đội tuyển quốc gia để chuẩn bị cho SEA Games 22. Tại đây, Văn Quyến đã có bàn thắng để đời vào lưới đội tuyển quốc gia Hàn Quốc trong trận thắng lịch sử của đội tuyển Việt Nam tại Oman vào ngày 19 tháng 10 năm 2003. Chiến thắng đầy bất ngờ làm chấn động cả đất nước nói riêng và châu Á nói chung, bởi đây là lần đầu tiên đội tuyển Việt Nam đánh bại Hàn Quốc tại một giải đấu chính thức.
Sau đó, Văn Quyến tiếp tục có tên trong danh sách đội tuyển U-23 Việt Nam tham dự SEA Games 22. Ở giải đấu này, anh đã ghi được 4 bàn thắng, hầu hết đều là những bàn thắng quan trọng và trở thành cầu thủ được nhắc đến nhiều nhất trong và sau giải. Màn trình diễn này của Văn Quyến đã giúp anh đoạt danh hiệu Quả bóng vàng Việt Nam năm 2003 khi chỉ mới 19 tuổi 10 tháng và 3 ngày, trở thành cầu thủ trẻ nhất đoạt giải thưởng này tại thời điểm đó. Kỷ lục này đã bị phá một năm sau đó khi tiền đạo đồng hương Lê Công Vinh làm được điều tương tự lúc 19 tuổi, 3 tháng và 4 ngày.
Cùng với việc sa sút phong độ và tinh thần thi đấu tại mùa giải 2004 bởi những ảnh hưởng bên ngoài sân cỏ, Văn Quyến hai lần bị huấn luyện viên Edson Tavares gạch tên khỏi danh sách đội tuyển quốc gia, một lần trước trận gặp Hàn Quốc tại vòng loại World Cup 2006 và lần khác sau thất bại 0−3 trước Maldives - trận đấu mà anh chơi hết sức mờ nhạt. Gần 1 tháng sau đó, Quyến lại được điền tên trở lại trong danh sách đăng ký sơ bộ cho Tiger Cup 2004, trước khi một lần nữa bị loại khỏi danh sách chính thức của đội tuyển.
Năm 2005, Phạm Văn Quyến tiếp tục tham gia đội tuyển U-23 Việt Nam dự SEA Games 23 tại Philippines. Phong độ thi đấu của Quyến trong giải đấu này trở thành mục tiêu chỉ trích của báo chí. Với việc vướng vào vụ án dàn xếp tỷ số trong trận gặp U-23 Myanmar tại giải đấu, anh đã phải hứng chịu nhiều chỉ trích từ công luận và phải thi hành án treo giò khi về nước.
Năm 2010, anh được huấn luyện viên Henrique Calisto gọi trở lại đội tuyển quốc gia để chuẩn bị cho Cúp bóng đá 1000 năm Thăng Long - Hà Nội, lần đầu tiên kể từ sau bê bối dàn xếp tỷ số tại Philippines. Nhưng chỉ sau hai buổi tập cùng đội tuyển, chấn thương cổ chân của Văn Quyến tái phát và được chẩn đoán phải mất 6 tháng để phục hồi, đồng nghĩa với việc lỡ cơ hội tham dự giải đấu này và AFF Cup 2010. Kể từ đó cho đến khi giải nghệ năm 2014, anh không còn được triệu tập lên đội tuyển quốc gia một lần nào nữa.

## Sự nghiệp huấn luyện viên
Sau khi giải nghệ, Văn Quyến tốt nghiệp bằng huấn luyện viên trưởng hạng C của Liên đoàn bóng đá châu Á và được giao nhiệm vụ huấn luyện các đội trẻ của Sông Lam Nghệ An.
Năm 2018, Quyến được bổ nhiệm chức danh trợ lý cho huấn luyện viên Phan Tiến Hoài của đội U-11 Sông Lam Nghệ An. Năm 2019, anh làm trợ lý cho người đồng đội cũ Phan Như Thuật, huấn luyện viên trưởng của U-15 Sông Lam Nghệ An. Năm 2020, anh cùng huấn luyện viên Lê Kỳ Phương dẫn dắt đội U-17 Sông Lam Nghệ An. Trong ba năm này, các đội trẻ của Sông Lam Nghệ An đều gặt hái thành công với những chức vô địch quốc gia.
Tháng 6 năm 2021, Văn Quyến trở thành trợ lý của huấn luyện viên trưởng Nguyễn Huy Hoàng dẫn dắt Sông Lam Nghệ An tại V.League 2021, giải đấu không lâu sau đó bị hủy vì lý do dịch bệnh.

## Bên ngoài sân cỏ
Sau khi gặt hái thành công tại SEA Games 22 và giải thưởng Quả bóng vàng Việt Nam, Văn Quyến lao vào ký những hợp đồng quảng cáo với các thương hiệu, bao gồm các sản phẩm nước uống, thiết bị điện tử, xe máy và thu về được khoảng 670 triệu đồng. Tính cả các khoản lương thưởng tại câu lạc bộ Sông Lam Nghệ An và đội tuyển U-23, anh trở thành cầu thủ có thu nhập cao nhất Việt Nam tại thời điểm đó. Những kế hoạch quay phim quảng cáo, những buổi chụp hình và quảng bá sản phẩm được lên lịch nối tiếp nhau đã làm ảnh hưởng đến sự tập trung trong tập luyện và phong độ thi đấu của cầu thủ này. Ngay lần đầu tập trung đội tuyển cho Tiger Cup, anh lấy lý do "bận đóng phim quảng cáo" để viện cớ cho việc đến muộn.
Các công ty lớn cũng tận dụng tên tuổi, hình ảnh của Văn Quyến trong những chiến lược quảng cáo thương hiệu của họ. Điển hình vào năm 2004, hãng nước giải khát Pepsi đã cho hình ảnh Văn Quyến xuất hiện bên cạnh các siêu sao bóng đá thế giới như David Beckham, Raul, Roberto Carlos để quảng bá cho thương hiệu nước giải khát của mình tại thị trường Việt Nam. Nhiều nhân vật trong giới quảng cáo lúc đó đều nhận định Văn Quyến là “thương hiệu Beckham” trong ngành quảng cáo Việt Nam. Năm 2017, Văn Quyến là 1 trong 9 huyền thoại của Việt Nam xuất hiện trong tựa game thể thao FIFA Online 3.
Văn Quyến cũng trở thành chủ đề chính của một số tác phẩm. Năm 2006, cuốn sách Văn Quyến - Ngôi sao lầm lạc được nhà xuất bản Kim Đồng phát hành, bao gồm các bài viết của các nhà báo thể thao, nhà xã hội học... về những khía cạnh liên quan đến cầu thủ đã trở thành hiện tượng của bóng đá Việt Nam. Cuốn tự truyện Phút 89 của Lê Công Vinh (Trần Minh chấp bút), được xuất bản năm 2018, cũng dành một phần nội dung để nói về Văn Quyến.
Là cầu thủ tài năng trên sân cỏ, nhưng Văn Quyến cũng được biết đến như là một tay ăn chơi có tiếng. Thành công đến sớm đã vô tình tạo điều kiện để Quyến tự thưởng cho mình bằng những thú vui lạ lẫm. Công An Nhân Dân trong một bài báo đã miêu tả anh lúc đó để mái tóc vàng theo kiểu Hàn Quốc, dùng điện thoại di động theo kiểu hai tay ba chiếc và lả lướt trên những chiếc xe máy đắt tiền nơi vũ trường, quán bar. Các tác giả Duy Quang, Kim Yến của Tiền Phong viết rằng anh gần như luôn là người sở hữu đầu tiên của những mẫu điện thoại mới xuất hiện trên thị trường và liên tục thay sim điện thoại. Trong cuốn tự truyện Phút 89, Lê Công Vinh cũng đã tiết lộ về độ ăn chơi của người đàn anh, đặc biệt là việc sử dụng điện thoại di động; có lúc Quyến đã sở hữu cùng lúc hai chiếc điện thoại Nokia đời mới nhất. Văn Quyến còn được Công Vinh mô tả là “uống rượu vô địch thiên hạ, trình độ uống ngang ngửa với trình độ đá bóng", "hút thuốc không ít" và "thay người yêu như thay áo".

## Đời tư

### Gia đình, con cái và các mối quan hệ

#### Mối quan hệ với cha
Sinh ra mà không có sự chăm sóc của người bố ngay từ nhỏ, Văn Quyến không hề biết mặt và không có ý niệm gì về người cha của mình. Trong các hồ sơ lý lịch, Quyến chỉ ghi hai chữ “đã chết” ở phần khai báo tên cha, giống như những gì anh được mẹ và gia đình nói về cha. Anh cũng được họ hàng tiết lộ rằng bố còn sống nhưng lại không có ý định đi tìm.
Năm 2000, trong thời gian anh cùng Sông Lam Nghệ An chuẩn bị cho vòng chung kết U-16 quốc gia, ông Thập bất ngờ đến sân tập để tìm gặp Quyến và nói rằng mình là cha Quyến. Tối hôm đó, anh không gặp được bố như đã hẹn nhưng sau lần tới nhà cô dượng, anh mới biết được gốc gác của mình.
Đầu năm 2001, một số người quan tâm đã chủ động liên hệ với Quyến để giúp anh tìm lại cha. Nhờ một vài thông tin ít ỏi từ người thân, hai người đã gặp nhau tại Kiên Giang, nơi ông Thập sống với một người vợ khác cùng bốn người con gái. Tuy nhiên, suốt cả buổi gặp hôm đó, anh không hề nói một lời gì với người cha đã bỏ rơi mẹ con anh cho đến lúc ra về. Sau này, Quyến được báo tin cha mắc bệnh ung thư vòm họng và đã ngay lập tức thuê xe chở ông từ Kiên Giang ra Nghệ An để chăm sóc cho đến ngày ông qua đời.

#### Xây dựng gia đình
Tháng 7 năm 2014, Văn Quyến chính thức kết hôn với Nguyễn Thanh Hằng (sinh năm 1989, tốt nghiệp Đại học Vinh, chuyên kinh doanh thời trang). Hai người đã nảy sinh tình cảm khi tình cờ gặp nhau trong một quán cà phê trước đó 3 năm và đi đến quyết định tìm hiểu lẫn nhau. Hiện tại cả hai đã có chung hai người con gái.
Văn Quyến có một người em họ là Hồ Tuấn Tài, cũng là cựu tiền đạo của Sông Lam Nghệ An.

## Danh hiệu

### Câu lạc bộ

#### Sông Lam Nghệ An
- V-League (3): 1999−00, 2000−01 và 2011
- Cúp Quốc gia (2): 2001−02, 2010
- Siêu cúp Quốc gia (4): 2000, 2001, 2002, 2011.

#### Sài Gòn Xuân Thành
- Cúp Quốc gia (1): 2012

#### Xi măng The Vissai Ninh Bình
- Cúp Quốc gia (1): 2013

### Đội tuyển quốc gia

#### U-16 Việt Nam
- Giải vô địch bóng đá U-16 châu Á
  - Hạng 4 (1): 2000

#### U-23 Việt Nam
- Đại hội Thể thao Đông Nam Á
  -  Huy chương bạc (2): 2003, 2005

#### Đội tuyển Việt Nam
- Giải vô địch bóng đá Đông Nam Á: 
  - Hạng 3 (1): 2002

### Cá nhân
- Cầu thủ xuất sắc nhất Giải vô địch bóng đá U-16 châu Á 2000
- Quả bóng vàng Việt Nam: 2003.
- Cầu thủ trẻ xuất sắc nhất: 2000, 2002.

### Vinh danh
- Vận động viên tiêu biểu toàn quốc: 2000[11][96]
- 10 gương mặt trẻ tiêu biểu toàn quốc: 2003[97]

## Thống kê sự nghiệp

### Đội tuyển quốc gia
| Đội                   | Năm                 | Chính thức | Chính thức | Giao hữu | Giao hữu | Tổng cộng | Tổng cộng |
| Đội                   | Năm                 | Trận       | Bàn        | Trận     | Bàn      | Trận      | Bàn       |
| --------------------- | ------------------- | ---------- | ---------- | -------- | -------- | --------- | --------- |
| U-16 Việt Nam         | 2000                | 6          | 3          | —        | —        | 6         | 3         |
| U-20 Việt Nam         | 2002                | 12         | 14         | —        | —        | 12        | 14        |
| U-21 Việt Nam         | 2002                | 4          | 1          | —        | —        | 4         | 1         |
| U-23/Olympic Việt Nam | 2002                | 3          | 0          | —        | —        | 3         | 0         |
| U-23/Olympic Việt Nam | 2003                | 6          | 5          | 8        | 1        | 14        | 6         |
| U-23/Olympic Việt Nam | 2005                | 6          | 5          | 6        | 3        | 12        | 8         |
| U-23/Olympic Việt Nam | Tổng cộng           | 15         | 10         | 14       | 4        | 29        | 14        |
| Việt Nam              | 2002                | 2          | 1          | —        | —        | 2         | 1         |
| Việt Nam              | 2003                | 6          | 4          | —        | —        | 6         | 4         |
| Việt Nam              | 2004                | 6          | 2          | 6        | 2        | 11        | 4         |
| Việt Nam              | 2005                | —          | —          | 5        | 2        | 5         | 2         |
| Việt Nam              | Tổng cộng           | 14         | 7          | 11       | 4        | 24        | 11        |
| Tổng cộng sự nghiệp   | Tổng cộng sự nghiệp | 50         | 35         | 25       | 8        | 75        | 43        |

1. ↑  Ra sân tại giải U-16 châu Á.
2. ↑  Sáu lần ra sân tại giải U-20 Đông Nam Á, ba lần ra sân tại vòng loại U-20 châu Á, ba lần ra sân tại giải U-20 châu Á.
3. ↑  Ra sân tại giải U-21 Đông Nam Á.
4. ↑  Ra sân tại Á vận hội.
5. ↑  Hai lần ra sân tại vòng loại Olympic Athens 2004, bốn lần ra sân tại SEA Games
6. ↑  Hai lần ra sân tại LG Cup, ba lần ra sân tại JVC Cup, hai lần thi đấu với Yokohama FC (Nhật Bản), một lần thi đấu với Thân Hoa Thượng Hải (Trung Quốc)
7. ↑  Ra sân tại SEA Games.
8. ↑  Ba lần ra sân tại Cúp Agribank, ba lần ra sân tại LG Cup.
9. ↑  Ra sân tại Tiger Cup.
10. ↑  Ra sân tại vòng loại Cúp bóng đá châu Á.
11. ↑  Ra sân tại vòng loại World Cup 2006.
12. ↑  Hai lần ra sân tại Agribank Cup, bốn lần ra sân tại LG Cup
13. ↑  Ba lần ra sân tại Honda Cup, một lần thi đấu với Slavia Praha (CH Séc), một lần thi đấu với Jubilo Iwata (Nhật Bản)

### Bàn thắng quốc tế

#### U-23 Việt Nam
| #   | Ngày                 | Địa điểm                                            | Đối thủ   | Bàn thắng | Kết quả | Giải đấu               |
| --- | -------------------- | --------------------------------------------------- | --------- | --------- | ------- | ---------------------- |
| 1.  | 10 tháng 9 năm 2003  | Sân vận động Abbasiyyin, Damascus, Syria            | Iraq      | 1–3       | 1–3     | Vòng loại Olympic 2004 |
| 2.  | 30 tháng 11 năm 2003 | Sân vận động Quốc gia Mỹ Đình, Hà Nội, Việt Nam     | Thái Lan  | 1–0       | 1–1     | SEA Games 2003         |
| 3.  | 9 tháng 12 năm 2003  | Sân vận động Quốc gia Mỹ Đình, Hà Nội, Việt Nam     | Malaysia  | 2–0       | 4–3     | SEA Games 2003         |
| 4.  | 9 tháng 12 năm 2003  | Sân vận động Quốc gia Mỹ Đình, Hà Nội, Việt Nam     | Malaysia  | 3–1       | 4–3     | SEA Games 2003         |
| 5.  | 12 tháng 12 năm 2003 | Sân vận động Quốc gia Mỹ Đình, Hà Nội, Việt Nam     | Thái Lan  | 1–1       | 1–2     | SEA Games 2003         |
| 6.  | 20 tháng 11 năm 2005 | Khu liên hợp thể thao Paglaum, Bacolod, Philippines | Singapore | 1–1       | 2–1     | SEA Games 2005         |
| 7.  | 20 tháng 11 năm 2005 | Khu liên hợp thể thao Paglaum, Bacolod, Philippines | Singapore | 2–1       | 2–1     | SEA Games 2005         |
| 8.  | 22 tháng 11 năm 2005 | Khu liên hợp thể thao Paglaum, Bacolod, Philippines | Lào       | 1–0       | 8–2     | SEA Games 2005         |
| 9.  | 22 tháng 11 năm 2005 | Khu liên hợp thể thao Paglaum, Bacolod, Philippines | Lào       | 4–1       | 8–2     | SEA Games 2005         |
| 10. | 2 tháng 12 năm 2005  | Khu liên hợp thể thao Paglaum, Bacolod, Philippines | Malaysia  | 1–1       | 2–1     | SEA Games 2005         |

#### Đội tuyển Việt Nam
| #  | Ngày                 | Địa điểm                                           | Đối thủ   | Bàn thắng | Kết quả | Giải đấu                 |
| -- | -------------------- | -------------------------------------------------- | --------- | --------- | ------- | ------------------------ |
| 1. | 15 tháng 12 năm 2002 | Sân vận động Gelora Bung Karno, Jakarta, Indonesia | Campuchia | 9–2       | 9–2     | Tiger Cup 2002           |
| 2. | 27 tháng 9 năm 2003  | Sân vận động Incheon Munhak, Incheon, Hàn Quốc     | Nepal     | 1–0       | 5–0     | Vòng loại Asian Cup 2004 |
| 3. | 27 tháng 9 năm 2003  | Sân vận động Incheon Munhak, Incheon, Hàn Quốc     | Nepal     | 2–0       | 5–0     | Vòng loại Asian Cup 2004 |
| 4. | 27 tháng 9 năm 2003  | Sân vận động Incheon Munhak, Incheon, Hàn Quốc     | Nepal     | 4–0       | 5–0     | Vòng loại Asian Cup 2004 |
| 5. | 19 tháng 10 năm 2003 | Khu liên hợp thể thao Sultan Qaboos, Muscat, Oman  | Hàn Quốc  | 1–0       | 1–0     | Vòng loại Asian Cup 2004 |
| 6. | 18 tháng 2 năm 2004  | Sân vận động Quốc gia Mỹ Đình, Hà Nội, Việt Nam    | Maldives  | 4–0       | 4–0     | Vòng loại World Cup 2006 |
| 7. | 20 tháng 8 năm 2004  | Sân vận động Thống Nhất, TP.HCM, Việt Nam          | Myanmar   | 4–0       | 5–0     | LG Cup 2004              |